# Kočičí odysea
Kočičí odysea (v originále Flow nebo Flow, le chat qui n'avait plus peur de l'eau) je francouzsko-belgicko-lotyšský animovaný film z roku 2024, který režíroval Gints Zilbalodis. Poprvé byl uveden na filmovém festivalu v Cannes v sekci Un certain regard dne 22. května 2024.

## Děj
Ve světě, kde se zdá, že lidstvo zmizelo, se malá černá kočka snaží přežít postupný vzestup vodní hladiny. Zatímco se její domov potápí, najde útočiště na plachetnici, kterou okupuje kapybara, později se k nim připojí lemur kata, labrador a zraněný hadilov. Sžít se s novými společníky je pro přirozeně samotářskou kočku větší výzvou než překonat strach z vody. Na lodi si všichni nakonec pomáhají, učí se překonávat vzájemné rozdíly a přežít v tomto novém světě.

## Ocenění
- Mezinárodní festival animovaných filmů Annecy: Cena poroty, Cena diváků, Cena Fondation Gan, Cena za nejlepší původní hudbu
- Mezinárodní filmový festival Guadalajara: nejlepší celovečerní animovaný film
- Montreal New Cinema Festival: Cena diváků - Mezinárodní panorama
- César: nejlepší animovaný film
- Zlaté glóby: nejlepší animovaný film
- Lumières: nejlepší animovaný film
- Independent Spirit Awards: nejlepší mezinárodní film
- Oscar: nejlepší animovaný film, nominace na nejlepší cizojazyčný film